# K-1 No Respect 2003
K-1 No Respect 2003 – gala kickboxingu organizacji K-1, która odbyła się 18 lutego 2003 w hali Vodafone Arena w mieście Melbourne w Australii.

## Turniej K-1 No Respect 2003
|  |                      |                      |                     |                     |     |       |       |       |
|  | Półfinały            | Półfinały            | Półfinały           |                     |     | Finał | Finał | Finał |
|  | Półfinały            | Półfinały            | Półfinały           |                     |     | Finał | Finał | Finał |
|  |                      |                      |                     |                     |     |       |       |       |
|  |                      |                      |                     |                     |     |       |       |       |
|  | Chris Chrisopoulides | Chris Chrisopoulides | TKO                 |                     |     |       |       |       |
|  | Chris Chrisopoulides | Chris Chrisopoulides | TKO                 |                     |     |       |       |       |
|  | Steve Gorlick        |                      |                     |                     |     |       |       |       |
|  |                      |                      | Chris Chrisopulides | Chris Chrisopulides | TKO |       |       |       |
|  |                      |                      |                     | Chris Chrisopulides | TKO |       |       |       |
|  |                      |                      | Fadi Haddara        |                     |     |       |       |       |
|  | Clay Aumitagi        |                      |                     |                     |     |       |       |       |
|  |                      |                      |                     |                     |     |       |       |       |
|  | Fadi Haddara         | Fadi Haddara         | DEC                 |                     |     |       |       |       |
|  | Fadi Haddara         | Fadi Haddara         | DEC                 |                     |     |       |       |       |
|  |                      |                      |                     |                     |     |       |       |       |

### Legenda
TKO - nokaut techniczny
DEC - decyzja sędziów

## Pozostałe rezultaty

### Super walki: K-1 rules / 3Min. - 3 rundy + Extra 2 rundy
| Zawodnik 1      | vs. | Zawodnik 2      | Zwycięzca                                                       |
| --------------- | --- | --------------- | --------------------------------------------------------------- |
| Steve Azzapardi | vs. | Wally Haddara   | Hadara wygrał w 2. rundzie przez KO                             |
| Nick Barnes     | vs. | Stanley Nandex  | Nandex zwyciężył w 3. rundzie przez TKO                         |
| Kevin Blanch    | vs. | Cedric Kongaika | Blanch zwyciężył w 3. rundzie jednogłośną decyzją sędziów (3-0) |

### Super walka: K-1 MAX rules / 3Min. - 3 rundy + Extra 2 rundy
| Zawodnik 1     | vs. | Zawodnik 2    | Zwycięzca                                |
| -------------- | --- | ------------- | ---------------------------------------- |
| Niklas Winberg | vs. | Mike Zambidis | Zambidis zwyciężył w 3. rundzie przez KO |

### Super walka: K-1 rules / 3Min. - 12 rund
| Zawodnik 1      | vs. | Zawodnik 2   | Zwycięzca                              |
| --------------- | --- | ------------ | -------------------------------------- |
| Stan Longinidis | vs. | Gurkan Ozkan | Ozkan zwyciężył w 9. rundzie przez TKO |